# Benidorm Bastards
Benidorm Bastards es una serie de televisión de comedia belga. 

## Formato
Benidorm Bastards es un programa belga de comedia de cámara oculta en el canal de televisión flamenco 2BE. Todos los personajes son actores aficionados y personas mayores. El programa tiene un concepto similar a Trigger Happy TV, del cual se transmitió una versión belga en el mismo canal. En octubre de 2010, comenzó una segunda temporada en 2BE. En el programa, actores de avanzada edad intentan actuar como si fueran jóvenes hablando de cosas de las que ninguna persona mayor se atrevería a hablar. También tienen situaciones divertidas como sillas de ruedas eléctricas fuera de control y otros eventos divertidos que parecen extraños para los jóvenes. 

### Premios
- En septiembre de 2010, el programa ganó la Rose d'Or en Lucerna en la categoría "comedia" y también "lo mejor de 2010".
- En noviembre de 2011, la serie ganó un Premio Emmy Internacional en la categoría "comedia".

### Crítica
El alcalde de la ciudad española de Benidorm, Agustín Navarro, no aprobó el título del programa Bastardos de Benidorm . Exige que "Benidorm" sea eliminado del título. El nombre de Benidorm se usa porque muchas personas mayores belgas y holandesas se mudan a Benidorm después de la jubilación. 

## Transmisiones internacionales
Episodios de la versión original belga del programa se emitieron emitida en los Países Bajos (RTL4, diciembre de 2013), en Australia en SBS2 en holandés con subtítulos en inglés, India como Benidorm Pranksters con doblaje en inglés y en el bloque de programación RTHK de ATV Home con doblaje cantonés.  

## Versiones internacionales
Una versión holandesa del programa, anunciada el 15 de abril de 2010, es transmitida por RTL 4 desde el 21 de agosto de 2010, retransmitida con actores holandeses. Desde el 17 de marzo de 2018 se han emitido 6 episodios de "Benidorm bastards & de boefjes". En esta serie, no solo los adultos mayores, sino también los niños hacen bromas con los adultos. 
La cadena de Estados Unidos NBC anunció que crearía una adaptación estadounidense, Betty White Off Off Rockers, protagonizada por Betty White. El espectáculo se estrenó el 16 de enero de 2012, un día antes del 90 cumpleaños de White. 
El espectáculo también tiene adaptaciones en todos los países escandinavos. La versión danesa es Rollatorbanden, la versión noruega es Bingobanden y la versión sueca es Pensionärsjävlar. 
En el Reino Unido, ITV anunció su propia adaptación del programa, luego de la adaptación estadounidense, también se tituló Off They Rockers pero con diferentes personajes. El primer episodio se emitió el 7 de abril de 2013.
La versión turca Baston Takımı se transmite en Star TV.
La versión brasileña Os velhinhos se divertem se transmite en SBT dentro del programa brasileño más antiguo llamado Programa Silvio Santos. 
La versión en español, Los mayores gamberros, se estrenó el 13 de septiembre de 2013 en Antena 3 .
La versión de Canadá, Les détestables, se estrenó en 2011 en V.
La versión italiana, Vecchi Bastardi, se estrenó el 7 de abril de 2014 por la tarde en Italia 1 y dejó de emitirse el 6 de junio de 2014 (44 episodios de cámaras francas hechas en Italia mezcladas con cámaras internacionales importadas de Estados Unidos, Holanda, Australia, Reino Unido, Bélgica y España).
La versión estonia del programa, "Eesti Ulakad Vanurid", comenzará a transmitirse el 19 de mayo de 2016 en TV3.